# Oxacme dissimilis
Oxacme dissimilis là một loài bướm đêm thuộc phân họ Arctiinae, họ Erebidae.